# CyberFight
株式会社CyberFight（サイバーファイト）は、日本のプロレス団体運営会社。サイバーエージェントの100%子会社。

## 概要
サイバーエージェントは、2017年にDDTプロレスリング、2020年2月にプロレスリング・ノア（ノア・グローバルエンタテインメント）をそれぞれ買収し傘下に収めていたが、2020年9月に両社及びDDTフーズ（DDTの子会社、飲食店経営）を経営統合する形でCyberFightを設立した（法的にはDDTがノア及びDDTフーズを吸収合併）。CyberFightの初代社長には、DDT所属レスラーでDDTとノアの社長も兼任していた高木三四郎が就任した。
以後、基本的には各ブランドが独立した団体運営を継続しつつも、合同イベントとしてCyberFight Festivalを開催するなど、複数ブランドを傘下に持つメリットを活かした形で経営を行っている。2025年に一般社団法人化した日本プロレスリング連盟についても、各団体（ブランド）が別個に加盟する形を取っている。
また、サイバー社の動画配信ブランドであるABEMAにて定期的に配信を行うなど、グループ協業も積極的に行っているほか、独自の動画配信サービスとして「WRESTLE UNIVERSE」も運営している。

## 沿革
各ブランドの詳細な歴史については個別記事を参照のこと。
- 2000年6月 - 「有限会社ドラマチック・ドリーム・チーム」として設立。
- 2004年4月1日 - 社名を有限会社DDTプロレスリングに変更。
- 2009年（月日不明）- 株式会社に改組。
- 2017年9月1日 - サイバーエージェントがDDTプロレスリングを子会社化[3]。
- 2020年1月29日 - サイバーエージェントがノア・グローバルエンタテインメントを子会社化[4]。
- 2020年9月1日 - DDT・ノアを統合、社名を「株式会社CyberFight」に変更[5]。
- 2021年6月6日 - CyberFight Festivalを初開催。
- 2024年4月1日 - ガンバレ☆プロレスが傘下から独立[6]。
- 2024年5月16日 - 新社長にサイバーエージェント執行役員副社長の岡本保朗が就任。高木三四郎は副社長に退く[2][7]。

## ブランド
2025年3月現在、傘下に以下のブランドを持つ。

### 現在
- DDTプロレスリング
- プロレスリング・ノア
- 東京女子プロレス

### 過去
- ガンバレ☆プロレス

## 歴代役員
- 初代代表取締役社長 : 髙木規
  - 取締役副社長 : 丸藤正道
  - 取締役副社長：西垣彰人
  - 取締役：山内隆裕
  - 取締役：武田有弘
- 第2代代表取締役社長 : 岡本保朗　　
  - 取締役副社長：髙木規
  - 取締役副社長：丸藤正道
  - 取締役：武田有弘
  - 取締役：西垣彰人